# 케이넌 위브
케이넌 위브(Cainan Wiebe, 1995년 8월 27일 ~ )는 캐나다의 배우, 영화배우, 텔레비전 배우이다.
브리티시컬럼비아주에서 태어났다.

## 영화
- 폴링 스카이 시즌2 (2012년)
- 레드 라이딩 후드 (2011년)
- 16 위쉬스 (2010년) - 마이크 젠슨 역
- 늑대인간 소년 (2010년)
- 윔피 키드 (2010년)
- 이클립스 (2010년)
- 포레스트 로빈후드 (2009년)
- 미스터 트루프 맘 (2009년) - 슬라임 볼 보이 #2 역
- 생츄어리 시즌1 (2008년) - 알렉세이 역
- 스노우 버디 (2008년)
- 리틀 야구왕 3 (2007년)
- 마스터즈 오브 호러 시즌 2 에피소드 9 - 아이스크림 비명 (2007년)
- 틴 맨 (2007년)
- 위스퍼 (2007년)
- 블랙 크리스마스 (2006년)
- 에어 버디즈 (2006년)
- 수퍼내추럴 시즌1 (2005년)
- 4400 (2004년)